# I'm Breathless
"I'm Breathless - Music from and Inspired by the film Dick Tracy" este a doua coloană sonoră a artistei americane Madonna, lansat pe 22 mai 1990 de Sire Records. A fost lansat pentru a promova filmul "Dick Tracy", lansat în vara aceluiași an. S-a vândut în aproximativ 2 milioane de copii în Statele Unite, și 6 milioane în toată lumea.

## Compunerea și înregistrarea
Atunci când Madonna a auzit piesele, a crezut inițial că nu va fi în stare să le cânte. „Cântecele erau incredibile și grele, am încercat să le fac dreptate. Am învățat să le cânt și să cânt în acel gen, care de asemenea greu.”
„Something to Remember” este despre durerea interioară provocată de atracția dintre Dick Tracy și Breathless Mahoney.

## Premii și recunoașteri
| Anul | Ceremonia                        | Premiul | Rezultatul |
| ---- | -------------------------------- | ------- | ---------- |
| 1990 | The 1990 Pazz & Jop Critics Poll | Albums  | Locul 5    |